# Nokia 5800
De Nokia 5800 XpressMusic is een smartphone die op 7 november 2008 op de markt kwam. Het was het eerste Symbian S60-toestel met een touchscreen van Nokia. De smartphone stond in het begin vooral bekend als "Tube". Er zijn drie versies beschikbaar: een rode, een blauwe en een zilveren.
De 5800 is vooral gericht op muziek en andere media. Dit is te merken aan het XpressMusic-label. Verder kunnen er ook Java-applicaties worden gebruikt, ook als die niet gemaakt zijn voor toestellen met een touchscreen. Dit werkt door op een deel van het 3,2 inch grote scherm de belangrijkste knoppen voor het programma weer te geven.
Op 23 januari 2009 kondigde Nokia aan dat het reeds een miljoen 5800s had verkocht, ondanks dat het toestel op dat moment nog niet eens wereldwijd verkrijgbaar was. Op 16 juli 2009 was dat aantal al gestegen tot 6,8 miljoen eenheden. Het toestel kan op grond hiervan als succesvol worden beschouwd, alhoewel het voornoemde aantal zeer onbeduidend is in vergelijking met Nokia's populairste toestel, te weten de Nokia 3310, die 126 miljoen keer over de toonbank ging.

## Specificaties
Nokia 5800 XpressMusic heeft de volgende specificaties:
- 3,2 inch-touchscreen met 16,7 miljoen kleuren, resolutie van 360 x 640 pixels (16:9-schermratio).
- Afmetingen 111 x 51,7 x 15,5 mm, 83 cc
- Gewicht 109 g
- S60 5de editie besturingssysteem met Symbian 9.4
- Quad band GSM / GPRS / EDGE: GSM 850 / 900 / 1800 / 1900
- Dual band UMTS / HSDPA: UMTS 900 / 2100 (5800-1) of UMTS 850 / 1900 (5800-2 Latijns-America en Braziliaanse variant)
- Ingebouwde handenvrije functie
- Trilfunctie
- Accelerometer voor het automatisch draaien van het scherm
- 3,2 megapixel, autofocus, Carl Zeiss lens, dubbele ledflits, 3x digitale zoom en geotaggingfunctie.
- Gps met A-GPS functie en Ovi Maps
- FM-radio 87,5-108 MHz met RDS (max. 20 zenders).
- 3,5mm audio/video-out aansluiting en Nokia video-out-kabel CA-75U.
- MicroSDHC kaartslot (max. 16 GB) en een 8GB-kaart meegeleverd. (32 GB niet-officieel)
- Micro-USB 2.0-connector, bluetooth 2.0 (EDR/A2DP/AVRCP) en Wireless LAN (WLAN).